# Comuna Draculea, Chilia
Draculea (în ucraineană Трудове, transliterat: Trudove) este o comună în raionul Chilia, regiunea Odesa, Ucraina, formată din satele Draculea (reședința) și Mîkolaivka.

## Demografie
Componența lingvistică a comunei Draculea
     Ucraineană (82,36%)
     Română (9,2%)
     Rusă (6,98%)
     Alte limbi (0,95%)
Conform recensământului din 2001, majoritatea populației comunei Draculea era vorbitoare de ucraineană (82,36%), existând în minoritate și vorbitori de română (9,2%) și rusă (6,98%).